# Escaladă la Jocurile Olimpice de vară din 2020 - masculin
Proba masculină de escaladă de la Jocurile Olimpice de vară din 2020 a avut loc în perioada 3-5 august 2021 la Aomi Urban Sports Park, Tokyo. 20 de sportivi din 15 țări au concurat în această probă.

## Program
Orele sunt ora Japoniei (UTC+9) 
| Data                 | Timp              | Etapă                                                   |
| -------------------- | ----------------- | ------------------------------------------------------- |
| Marți, 3 august 2021 | 17:00 18:00 21:10 | Calificări viteză Calificări bouldering Calificări lead |
| Joi, 5 august 2021   | 17:30 18:30 21:10 | Finala viteză Finala bouldering Finala lead             |

## Rezultate

### Calificări
Primii 8 sportivi s-au calificat în finală.
| Loc | Sportiv             | Țară                       | Viteză  | Viteză | Viteză | Bouldering | Bouldering | Bouldering | Bouldering | Bouldering | Bouldering | Lead | Lead | Lead | Total   | Note |
| Loc | Sportiv             | Țară                       | A       | B      | PC     | 1          | 2          | 3          | 4          | Rezultate  | PC         | HR   | TE   | PC   | Total   | Note |
| --- | ------------------- | -------------------------- | ------- | ------ | ------ | ---------- | ---------- | ---------- | ---------- | ---------- | ---------- | ---- | ---- | ---- | ------- | ---- |
| 1   | Mickaël Mawem       | Franța                     | 5,95    | 7,75   | 3      | T2z2       | T1z1       | T1z1       | z1         | 3T4z 4 5   | 1          | 28+  | 2:24 | 11   | 33,00   | C    |
| 2   | Tomoa Narasaki      | Japonia                    | NS      | 5,94   | 2      | T2z1       | T4z4       | z1         | z1         | 2T4z 6 7   | 2          | 26+  | 2:11 | 14   | 56,00   | C    |
| 3   | Colin Duffy         | Statele Unite ale Americii | 6.23    | 6,85   | 6      | T10z6      | –          | T7z6       | –          | 2T2z 17 12 | 5          | 42+  | 4:44 | 2    | 60,00   | C    |
| 4   | Jakob Schubert      | Austria                    | 6,70    | 6,94   | 12     | z9         | –          | z3         | T2z1       | 1T3z 2 13  | 7          | 42+  | 4:02 | 1    | 84,00   | C    |
| 5   | Adam Ondra          | Cehia                      | 7,46    | 8,16   | 18     | T4z4       | –          | z4         | T3z3       | 2T3z 7 11  | 3          | 39+  |      | 4    | 216,00  | C    |
| 6   | Alberto Ginés López | Spania                     | 6.48    | 6.32   | 7      | –          | –          | T12z4      | –          | 1T1z 12 4  | 14         | 41+  |      | 3    | 294.00  | C    |
| 7   | Bassa Mawem         | Franța                     | 5.45 RO | 5,67   | 1      | z4         | –          | –          | –          | 0T1z 0 4   | 18         | 7    |      | 20   | 360.,00 | C    |
| 8   | Nathaniel Coleman   | Statele Unite ale Americii | 6,51    | 6,52   | 10     | z1         | –          | T4z3       | z2         | 1T3z 4 6   | 11         | 39   |      | 5    | 550.00  | C    |
| 9   | Alexander Megos     | Germania                   | 9,89    | 7,47   | 19     | T2z1       | z6         | z7         | z1         | 1T4z 2 15  | 6          | 36+  |      | 6    | 684,00  |      |
| 10  | Jongwon Chon        | Coreea de Sud              | 6,21    | Cădere | 5      | z4         | –          | T3z3       | z3         | 1T3z 3 10  | 10         | 26+  | 2:34 | 16   | 800,00  |      |
| 11  | Rishat Khaibullin   | Kazahstan                  | 6,90    | 6,19   | 4      | –          | –          | z3         | –          | 0T1z 0 3   | 17         | 28+  | 3:09 | 13   | 884,00  |      |
| 12  | Jan Hojer           | Germania                   | 6,63    | Cădere | 11     | z2         | –          | T3z3       | z3         | 1T3z 3 8   | 9          | 29+  |      | 9    | 891,00  |      |
| 13  | Aleksey Rubtsov     | COR                        | 8,09    | 7,23   | 16     | T6z3       | –          | –          | T1z1       | 2T2z 7 4   | 4          | 26+  | 2:29 | 15   | 960,00  |      |
| 14  | Pan Yufei           | China                      | 8,63    | 7,59   | 20     | T2z2       | –          | z12        | z1         | 1T3z 2 15  | 8          | 36   |      | 7    | 1120,00 |      |
| 15  | Michael Piccolruaz  | Italia                     | 6,33    | 6,46   | 8      | T5z5       | –          | z2         | –          | 1T2z 5 7   | 13         | 28+  | 2:33 | 12   | 1248,00 |      |
| 16  | Christopher Cosser  | Africa de Sud              | 6,48    | 7,55   | 9      | z7         | –          | z8         | –          | 0T2z 0 15  | 16         | 29   |      | 10   | 1440,00 |      |
| 17  | Sean McColl         | Canada                     | 9,18    | 6,93   | 14     | z2         | –          | z1         | –          | 0T2z 0 3   | 15         | 35+  |      | 8    | 1680,00 |      |
| 18  | Kai Harada          | Japonia                    | Cădere  | 7,08   | 15     | T4z1       | –          | z7         | –          | 1T2z 4 8   | 12         | 25+  |      | 17   | 3060,00 |      |
| 19  | Ludovico Fossali    | Italia                     | 6.71    | 7,39   | 13     | –          | –          | –          | –          | 0T0z 0 0   | 19,5       | 25   | 2:48 | 18   | 4563,00 |      |
| 20  | Tom O'Halloran      | Australia                  | 7.34    | 12,20  | 17     | –          | –          | –          | –          | 0T0z 0 0   | 19.5       | 25   | 3:58 | 19   | 6298,50 |      |

### Finala
| Loc | Sportiv             | Țară                       | Viteză             | Viteză             | Viteză     | Viteză     | Viteză | Viteză | Viteză | Bouldering | Bouldering | Bouldering | Bouldering | Bouldering | Lead | Lead | Total |
| Loc | Sportiv             | Țară                       | Sferturi de finală | Sferturi de finală | Semifinale | Semifinale | Finala | Finala | PC     | 1          | 2          | 3          | Results    | PC         | HR   | PC   | Total |
| Loc | Sportiv             | Țară                       | C                  | T                  | C          | T          | C      | T      | PC     | 1          | 2          | 3          | Results    | PC         | HR   | PC   | Total |
| --- | ------------------- | -------------------------- | ------------------ | ------------------ | ---------- | ---------- | ------ | ------ | ------ | ---------- | ---------- | ---------- | ---------- | ---------- | ---- | ---- | ----- |
| 1   | Alberto Ginés López | Spania                     | 2                  | V                  | 7          | 6,56       | 12     | 6,42   | 1      | z1         | z7         | z1         | 0T3z 0 9   | 7          | 38+  | 4    | 28    |
| 2   | Nathaniel Coleman   | Statele Unite ale Americii | 4                  | 6,45               | 6          | 6,21       | 10     | Cădere | 6      | T1z1       | T3z2       | z1         | 2T3z 4 4   | 1          | 34+  | 5    | 30    |
| 3   | Jakob Schubert      | Austria                    | 3                  | 9.18               | 6          | 6,76       | 9      | V      | 7      | T1z1       | z5         | z1         | 1T3z 1 7   | 5          | Top  | 1    | 35    |
| 4   | Tomoa Narasaki      | Japonia                    | 3                  | 6,11               | 8          | 6,02       | 12     | 7,82   | 2      | T1z1       | z3         | z1         | 1T3z 1 5   | 3          | 33+  | 6    | 36    |
| 5   | Mickaël Mawem       | Franța                     | 4                  | 6,36               | 8          | 7,05       | 11     | 6,47   | 3      | T1z1       | z1         | z1         | 1T3z 1 3   | 2          | 23+  | 7    | 42    |
| 6   | Adam Ondra          | Cehia                      | 1                  | 7,44               | 7          | 7,03       | 11     | 6,86   | 4      | T2z1       | –          | z1         | 1T2z 2 2   | 6          | 42+  | 2    | 48    |
| 7   | Colin Duffy         | Statele Unite ale Americii | 2                  | SF                 | 5          | V          | 10     | 6,35   | 5      | T1z1       | z3         | z1         | 1T3z 1 5   | 4          | 40   | 3    | 60    |
| 8   | Bassa Mawem*        | Franța                     | 1                  | NS                 | 5          | NS         | 9      | NS     | 8      | –          | –          | –          | NS         | 8          | NS   | 8    | 512   |

* A fost accidentat și nu a putut lua startul.